# Supertaça Portuguesa de Andebol de 2017

A Supertaça Portuguesa de Andebol Masculino de 2017 foi a 22ª edição da Supertaça Portuguesa de Andebol. 
Opôs o campeão nacional Sporting CP, enquanto vencedor do Andebol 1 de 2016–17, ao ABC Braga, vencedor da Taça de Portugal de 2016–17.
A partida foi disputada a 27 de agosto de 2017 no Pavilhão Municipal de Mêda, em Guarda.

## Qualificação
O Sporting qualificou-se para a Supertaça Portuguesa de Andebol de 2017 enquanto Campeão Nacional, tendo conquistado o 20.º título do seu palmarés.
O ABC Braga qualificou-se para esta edição da Supertaça enquanto vencedor da Taça de Portugal de Andebol de 2016–17.

## Partida
| 27/8/2017 16:30 | Sporting CP         | 21–26   | ABC Braga      | Pavilhão Municipal de Mêda, Guarda Árbitros: Duarte Santos |
| 27/8/2017 16:30 | Edmilson Araújo (5) | (13–14) | Hugo Rocha (7) | Pavilhão Municipal de Mêda, Guarda Árbitros: Duarte Santos |
| 27/8/2017 16:30 | 4× 2× 1×            |         | 4× 2× 1×       | Pavilhão Municipal de Mêda, Guarda Árbitros: Duarte Santos |

## Vencedor
| Supertaça Portuguesa de Andebol de 2017 |
| --------------------------------------- |
| ABC Braga 7.º Título                    |